# Анна Потоцька

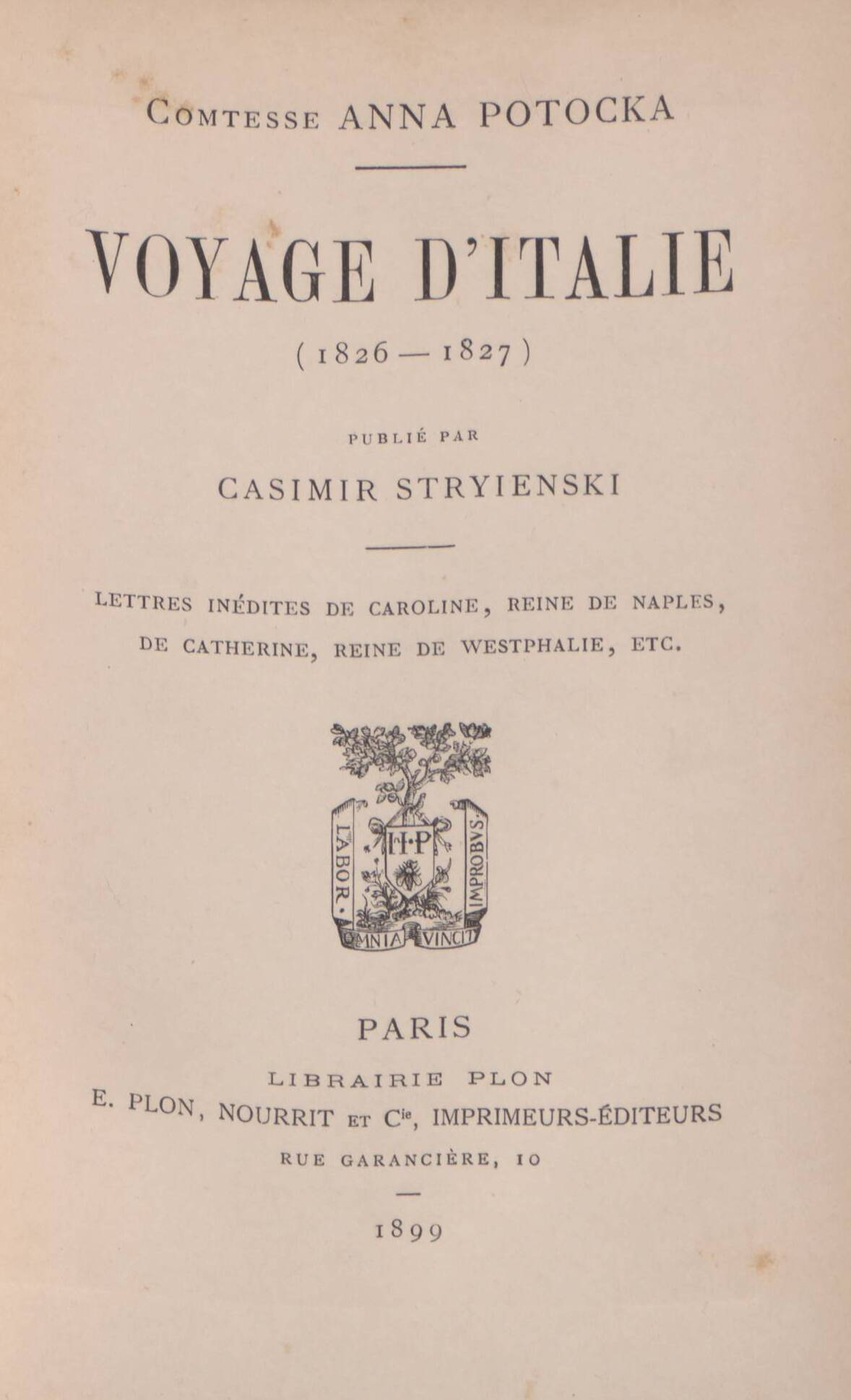
Подорож до Італії, 1899

Анна Марія Єва Аполлонія з Тишкевичів герба Леліва, I шлюб Потоцька, II шлюб Дунін-Васович (26 березня 1779, Варшава, Польща — 16 серпня 1867, Париж, Франція) — польська мемуаристка.

## Життєпис
Дочка Людвіка Тишкевича, великого литовського писаря, та Констанції Понятовської, племінниці короля Станіслава Августа. Вона виховувалася у Білостоку під опікою французької гувернантки при дворі її двоюрідної бабусі, Ізабелі Понятовської (Браницької), сестри короля Станіслава Августа. Одружена з Олександром Станіславом Потоцьким, сином Станіслава Костки Потоцького. Вона вийшла заміж за нього 15 травня 1805 року у Вільнюсі, але стосунки закінчилися розлученням. Вона вдруге одружилася з Дунін-Вонсовичем, ад'ютантом Наполеона І.

## Творчість
Вона залишила французькі щоденники 1794—1820 років, виданих у 1897 роціКазіміром Стрийським, у польському перекладі у 1898 році «Спогади очевидця», 2 томи, важливе історичне джерело, крім того «Подорож до Італії 1826—1827» (видання 1899).

### Основні твори
- Souvenir d'un témoin oculaire. 1 частина: Pourquoi j'écris; 2-а частина: Voyage en France; 3-а частина: Retour en Pologne; 4 частина: Voyage d'Italie , створено у 1812-1857-1860 роках; рукопис: частина 1-3 (чорновий проект автографа) Центральний архів історичних записів (Архів Віланов, довідковий номер 308a / I—III); там також під контрольним номером 308b є автограф (вірний примірник) зміненої та скороченої версії: Сувеніри. І частина: Souvenirs d'un témoin oculaire; II частини: Voyage en France — і автограф (справжня копія) 4.
- Частини 1-3 вид. (скорочено) К. Стриєнський: Mémoires de la comtesse Potocka (1794—1820), Париж 1897 (5 видання); видан. наступне: (9-е видання) Париж 1911; (12-е видання) Париж 1924 — частина 4 опубліковано (як вище) К. Стриєнський: Voyage d'Italie (1826—1827), Париж 1899 р.
- Польський переклад: J.A.: Спогади … частина 1-3, із передмовою П. Чмеловського, т. 1-2, Варшава 1898 р. «Бібліотека День Вибору» № 32-33; Перше видання: із щоденників Анни Васович з Тишкевичів. І. Палац у Білостоці; II. Ланьцут і Пулави, «Przegląd Polski» 1896 т. 4, с. 1-26; (у перекладі за французьким виданням із чіткими слідами цензурного втручання, особливо в частині 3).
- Наступні видання: Спогади очевидця (частини 1-3), ред. Б. Грочульська; угода J.R. (!) Переглянуто та доповнено на основі рукопису: довідковий номер 308a З. Левіновна; (Варшава) 1965 р. «Бібліотека польських та зарубіжних мемуаристів»; оригінальне видання «Вони говорять століттями» 1959 р. № 8.

Переклади:
- Англійська: Копенгаген (інформ. Б. Грочульська)
- Чеська частина 1-3: J. Staněk: Paměti від let 1794—1820, Прага 1906 (за французьким виданням 7)
- Данська: Копенгаген (інформ. Б. Грочульська)
- Німецька частина 1-4: Отець Маршалл фон Біберштейн: Die Memoiren … т. 1-2, Ліпськ 1899—1900
- Російська: Мемуари графині (Miemuary grafini. , «Історичний вісник», том 68/69 (1897) — А. Н. Кудрявцев, Петербург, 1915.

### Листи та матеріали
- Листування з Олександром Потоцьким 1805—1831 рр., Рукопис: Центральний архів історичних записів (Архів Віланове, довідковий номер 294 — близько 300 листів з чернетками відповідей)
- Листи до С. К. Потоцького, рукопис: Центральний архів історичних записів (Архів Віланове, довідковий номер 265)
- Для С. Дунін-Васовича з 1855 р., Рукопис: Національна бібліотека, довідковий номер III 5992
- Листи до А. Я. Чарторийського, рукопис: Бібліотека Чарторийських, довідковий номер Еа. 1005 (Домашній архів, № 437).

Також існує колекція рукописів: Архів Васовичів та Вілановський господарський архів в Центральному архіві історичних записів (Вілановський архів); Архів Кшешовіце в державному архіві Кракова; Ягеллонська бібліотека, довідковий номер 7544; Національна бібліотека, довідковий номер +859.